# Potentilla bhutanica
Potentilla bhutanica är en rosväxtart som beskrevs av Frank Ludlow. Potentilla bhutanica ingår i Fingerörtssläktet som ingår i familjen rosväxter. Inga underarter finns listade i Catalogue of Life.